# Glas V8
Glas V8 är en sportbil, tillverkad av den tyska biltillverkaren Glas mellan 1965 och 1968.

## Glas V8
Glas hade varit framgångsrikt under 1950-talet med tillverkning av skotern Goggo och mikrobilen Goggomobil, men när det tyska undret tog fart ökade efterfrågan på ”riktiga” bilar. Glas tog då fram en serie fyrcylindriga familjebilar och på bilsalongen i Frankfurt 1965 introducerades märkets flaggskepp, sportcoupén Glas V8.
Bilens kaross hade ritats av italienaren Pietro Frua. Den påminde mycket om samtida Maserati-modeller och modellen döptes av folkhumorn till ”Glaserati”. Motorn var en liten V8 med överliggande kamaxlar. Den togs fram genom att helt enkelt placera två fyrcylindriga motorblock från de mindre modellerna på ett gemensamt vevhus. Bilen hade De Dion-axel bak, upphängd i längsgående bladfjädrar.
Utvecklingen av flera nya modellserier på kort tid hade tärt på företagets ekonomi och 1966 köptes Glas upp av BMW. Den nya ägaren tog fram en större motor på tre liter med bättre vridmoment, men den svaga försäljningen gjorde att tillverkningen lades ned 1968. De sista bilarna såldes under namnet BMW-Glas.

## Motor
| Modell  | Motor              | Cylindervolym | Effekt | Bränslesystem     |
| ------- | ------------------ | ------------- | ------ | ----------------- |
| 2600 GT | 8-cyl V-motor SOHC | 2580 cm³      | 150 hk | 3 Solex-förgasare |
| 3000 GT | 8-cyl V-motor SOHC | 2982 cm³      | 160 hk | 3 Solex-förgasare |